# Gall Birodalom

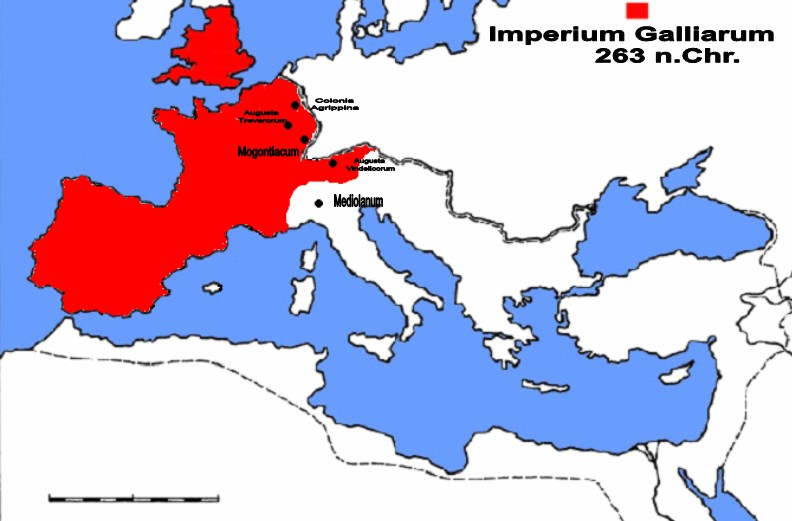
A birodalom legnagyobb kiterjedése idején 263-ban

A Gall Birodalom (latinul Imperium Galliarum) (259) 260 és 274 között létező államalakulat, a Római Birodalom 3. századi válságának terméke, katonatisztek és politikusok által létrehozott és irányított szakadár terület. Területét Róma többnyire nem háborgatta, mert katonailag nem volt elég erős a visszaszerzéshez, de önálló államalakulatként sosem ismerte el, császárait csak vazallus tisztviselőként kezelte.

## Története
Róma a 3. században sorozatos barbár betöréseknek volt kitéve, amit tovább súlyosbított a principatus ingatag belpolitikai helyzete. 259-260-ban a germánok észak-itáliai betörése teljesen elszakította a félszigetet a birodalom többi északi részétől, így Marcus Cassianius Postumus számára lehetőséget teremtett arra, hogy az északi és nyugati területek felett független hatalmat szerezzen. A Gall Birodalomhoz hozzátartozott Gallia, Hispania és Britannia is. Postumus halálával anarchikus állapotok alakultak ki, így utódai sok területet vesztettek, mind a germánok, mind a Római Birodalom nyesegette területeit.

### Előzmény
A Római Birodalom 3. századi válságát általában a katonai vereségek, mindenekelőtt Valerianus 250-es évekbeli veszteségei, és a 260-as vesztes emesszai csata hatásaira szokták visszavezetni. A Szászánida Birodalom keleten nagy területeket hódított el, ami lehetővé tette a Palmyrai Birodalom önállósodását is, ami magával ragadta Egyiptom, Szíria és Júdea területeit is, valamint lehetővé tette Arabia Petrae önállóságát is. Az északi tartományokban, mindenekelőtt Pannoniában és Germaniában folytonossá váltak a helyi kormányzók lázadásai is.
Nem szabad azonban megfeledkezni a 3. századi Róma másik óriási problémájáról, ami nemcsak segítette a válság eszkalálódását, hanem egyenesen gerjesztette azt: még mindig nem volt törvényben szabályozott, egyértelműen működő trónöröklési rend. A köztársasági államformához még mindig mereven ragaszkodó senatus szerint csak az lehetett római császár, akit a testület megerősített tisztében. Az új princeps személyét illetően rengeteg kiválasztási elv merült fel, de a dinasztikus elvet mereven elutasították. Volt azonban a magistratumok betöltésének két másik hagyományos módja is: népszavazás (consul, néptribunus) és katonai választás (consuli tribunus). A 3. században mindhárom elvet alkalmazták, és semmilyen módon nem lehetett a legitimitás kérdésében igazságot tenni, vagyis meghatározni, hogy a Római Birodalomban voltaképpen ki- vagy micsoda a legitimizáló hatalom. Ez vezetett a lázadások sokaságához (az uralkodó jogcímét nagyon könnyű volt kétségbe vonni), valamint ez vezetett ahhoz is, hogy a hadsereg önállóan választott császárt, sokszor az egyes seregrészek külön-külön is. A helyzet magában hordozta a szétdarabolódás szükségszerűségét.

### Postumus
Postumus eredetileg Germania Superior és Germania Inferior kormányzója volt, aki a pannoniai lázadások leverésének feladatát kapta. Postumus a feladathoz alárendelt hadsereget azonban nem a kitűzött cél eléréséhez használta, hanem hamarosan a Gallienus fia, Saloninus és Silvanus praetori praefectus által védett Colonia Agrippina városát ostromolta. Mind Saloninus, mind Silvanus meghalt az ostrom alatt, és Postumus maga telepedett le a városban.
Hamarosan kialakította saját, önálló közigazgatását, saját senatusa volt, kétévenként választott consulokkal. A consulok neve általában nem ismert, maga Postumus folyamatosan betöltötte az egyik consuli hivatalt. Megszervezte a praetorianus gárdát is.
Gallienus beletörődött a birodalom egy részének elvesztésébe, mert katonai helyzete nem tette lehetővé annak visszaszerzését. Helyette Laelianus, a mainzi légiók parancsnoka próbálta meg saját érdekei mentén leverni Postumust. Postumus azonban saját seregével Mainzba vonult, ahol Laelianust legyőzték. Postumus azonban nem engedélyezte a városban a zsákmányolást, ezért saját katonái őt is meggyilkolták.

### Postumus után
II. Claudius Gothicus kihasználta Postumus halálát, és a római ellenőrzés helyreállt Gallia Narbonensis és Aquitania felett. Talán Hispania is újra római fennhatóság alá került.
Az elkövetkező uralkodók elismertsége változó volt a Postumus által uralt területeken, maguk az uralkodók pedig sűrűn váltották egymást. Marcus Aurelius Marius, Victorinus, Domitianus, Caius Pius Tetricus és Caius Pius Tetricus Esuvius már jobbára csak védekeztek, míg Aurelianus visszafoglalta a teljes területet.

## Gallia uralkodói
| Uralkodó                | Uralkodott | Megjegyzés                                                       |
| ----------------------- | ---------- | ---------------------------------------------------------------- |
| A gall császárok uralma |            |                                                                  |
| Postumus † 268          | 259-268    |                                                                  |
| Laelianus               | 268        | Magát Gallia császárának nevezte ki, ténylegesen nem uralkodott. |
| Marius                  | 268        |                                                                  |
| Victorinus              | 268-271    |                                                                  |
| Domitianus              | 270-271    | A Gall Birodalom uralkodójának kiáltotta ki magát.               |
| Pius Tetricus           | 271-273    |                                                                  |
| Tetricus Esuvius        | 273-274    |                                                                  |